# 天授庵
天授庵（てんじゅあん）は、京都市左京区南禅寺福地町にある臨済宗南禅寺派の寺院。大本山南禅寺の塔頭。山号は瑞龍山。本尊は釈迦如来。南禅寺第15世である虎関師錬が南禅寺開山の無関普門（大明国師）を奉祀するための塔所として開いた。

## 歴史
南禅寺開山の無関普門（大明国師）は正応4年12月12日（1292年1月3日）に東福寺龍吟庵で示寂した。しかし、南禅寺山内に開山の塔所がないことを遺憾に思った虎関師錬は、暦応2年（1339年） に光厳上皇から無関普門の塔所建立の勅許を得ると、翌暦応3年（1340年）に塔所として天授庵を建立した。
明徳4年（1393年）と文安4年（1447年）の南禅寺大火で焼失し、応仁の乱でも焼失した。戦国時代には衰退していたが、慶長7年（1602年）に歌人としても知られる細川幽斎により再興された。

## 境内
| 東庭 |  | 南庭 |
| 東庭 |  | 南庭 |

- 方丈（京都市指定有形文化財） - 本堂。慶長7年（1602年）に細川幽斎によって再建。柿皮葺屋根の建物で、内部は長谷川等伯筆の障壁画で飾られている。
  - 障壁画（重要文化財） - 長谷川等伯筆。
    - 禅宗祖師図 - 禅の悟りの境地を表現した禅機図を等伯晩年の簡略化された筆遣いで描いたもので、等伯独特の人物表現が見られる[3]。
    - 商山四皓図（しょうざんしこうず） - 秦末に、国難を避けて商山の山中に隠棲した4人の高士が従者を伴い、ロバに乗る姿を描いたもの。大徳寺真珠庵にも同じ画題の障壁画を描いている[3]。
- 方丈前庭（東庭）「淵黙庭」 - 白砂の庭を苔に縁取られた菱形の畳石が横切る枯山水庭園で、切石を組み合わせた直線的な構成は小堀遠州の発案である。
- 庫裏 - 嘉永6年（1853年）再建。
- 書院
- 書院南庭 - 杉や楓が鬱蒼と茂る池泉回遊式庭園で、明治時代に改修されているが南北朝時代の面影を残す。
- 鎮守社
- 茶室「松関の席」 - 妙喜庵の茶室「待庵」を模したもの。1899年（明治32年）に現在地に移築。
- 普門殿 - 収蔵庫。
- 細川幽斎の墓
- 細川マリアの墓 - マリアは幽斎の妻。
- 細川家の墓
- 横井小楠の墓
- 新島民治の墓 - 民治は新島襄の父。
- 今尾景年の墓
- 正門
- 山門（京都市指定有形文化財） - 慶長7年（1602年）に細川幽斎によって再建。

## 文化財

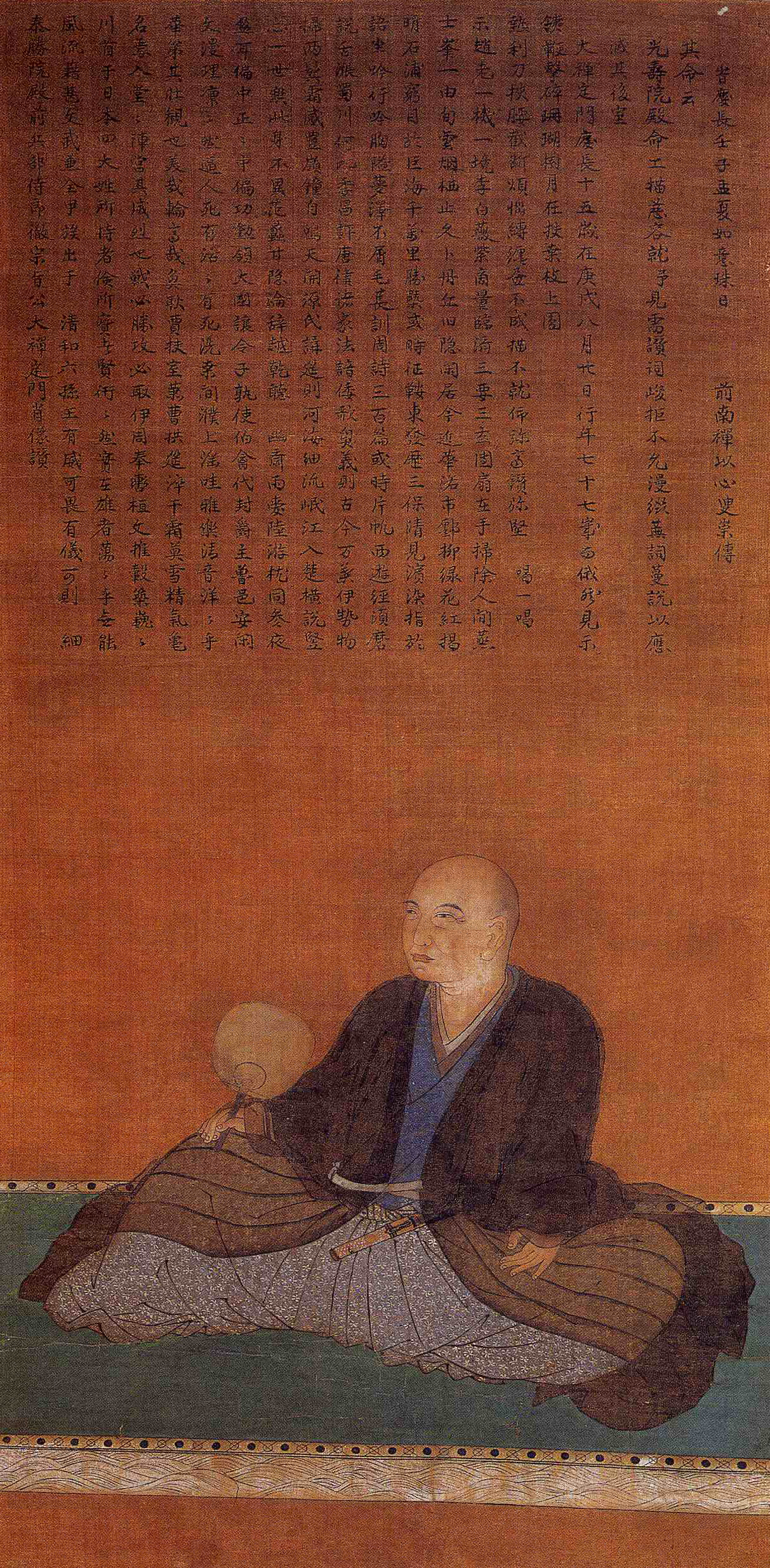
『絹本着色細川幽斎像』

### 重要文化財
- 木造大明国師像
- 絹本著色無関普門像 - 南禅寺の開山・無関普門自賛の頂相（肖像画）で、無関の生前に描かれたものとしては現存する唯一の寿像である[4]。
- 紙本墨画淡彩聖一国師（円爾）像 - 無関普門の師である円爾（えんに）自賛の像で、円爾自賛像としては最初期のものである[5]。
- 絹本著色平田慈均像2幅 - 東福寺の道山玄晟（どうざんげんじょう、無関普門の法嗣）の法嗣である平田慈均（へいでんじきん）の頂相（肖像画）で、平田最晩年期の姿が細やかな筆遣いで表されている。
- 絹本著色細川幽斎像・幽斎夫人像 - 武将であり茶人としても知られた細川幽斎とその夫人・細川マリアの像で、幽斎像には徳川家康の側近として幕政にも参加し「黒衣の宰相」と呼ばれた以心崇伝の賛が入っている[6]。
- 方丈障壁画32面
  - 紙本墨画禅機図　16面（室中）
  - 紙本墨画商山四皓図　8面（上間）
  - 紙本墨画松鶴図　8面（下間）
- 九条袈裟（田相黄山道文綾 条葉紺繻子地諸尊花鳥文刺繍） - 無関普門所用と伝わる九条袈裟で、宋での滞在中にその師から贈られたものである[7]。

### 京都市指定有形文化財
- 方丈
- 山門

### その他の文化財
- 天馬賦（てんばのふ） -  江戸時代中期の画家・書家池大雅の書で、米芾の「天馬賦」を写したものである[8]。

## アクセス
京都市営地下鉄東西線蹴上駅下車　徒歩